# ۲۰۱ (قمری)
۲۰۱ (قمری)، دویست و یکمین سال در گاهشماری هجری قمری است. اول محرم این سال برابر با سوم اوت سال ۸۱۶ میلادی است.

## رویدادها
- ۶ رمضان - آغاز ولایتعهدی علی بن موسی الرضا در حکومت مأمون عباسی
- والی مسلمان طبرستان به نام عبدالله بن خردادبه، لارز و شیرز را از خاک دیلم جدا کرده و به سرزمین‌های اسلامی افزود. وی همچین شهریار پسر شروین و مازیار پسر قارن را به بغداد نزد مأمون آورد. همچنین جستان پسر مرزبان را نیز دستگیر کرد.

## درگذشتگان
- ۱۰ ربیع الثانی - وفات فاطمه معصومه، خواهر علی بن موسی الرضا

## وابسته
- توقیع